# Промисловість Китайської Народної Республіки
Промисловість Китаю  Протягом всього часу свого існування до середини минулого століття Китай був напівфеодальною країною з нерозвиненим виробництвом і слабкою економікою. В індустріальному розвитку Китай відставав від розвинених країн на 100-150 років, по суті являючись аграрно-сировинним придатком світу. Однак, після проголошення КНР в 1949 році, в країні протягом короткого часу була проведена індустріалізація, що дало можливості для швидкого зростання промисловості.
У 1946 році на частку промисловості в Китаї припадало 10% від національного доходу країни. У 1949 році країна посідала 9-е місце у світі з видобутку вугілля, 23-є з виплавки чавуну, 26-є з виплавки сталі і 25-е з виробництва електроенергії. Тим не менш, ще близько тридцяти років потому темпи економічного зростання в Китаї були досить повільними. Лише наприкінці 70-х років відбувся перелом у тенденціях розвитку, і Китай з величезною швидкістю став скорочувати своє відставання від багатьох країн світу. Після проведення економічних реформ прийшов до руху гігантський потенціал розвитку промисловості. У 2010 році приріст промислового виробництва в КНР склав 11% (17 місце в світі). За останні 50 років у Китаї побудовано понад 370 тисяч нових промислових підприємств.
Сьогодні фабрики і заводи Китаю виробляють продукції на 2,1 млрд юанів щодня. Видобуток вугілля становить 2,3 млн тонн, нафти - 360 тисяч тонн, виробництво сталі - 140 тисяч тонн, цементу - 455 тисяч тонн.
На сьогоднішній день промисловість КНР представлена 360 галузями. За загальною кількістю фабрик і заводів Китай займає перше місце в світі. Активно розвиваються фармацевтична, автомобільна та металургійна промисловість. Створено такі сучасні галузі, як електроніка, нафтохімія, авіабудування, металургія рідких і розсіяних металів.
Особливістю промисловості Китаю є те що, незважаючи на багаті природні ресурси, розвиток видобувних галузей у цілому відстає від обробних галузей.
Більша частина китайських фабрик і китайських заводів розташована в основних індустріальних центрах країни, зосереджених в східних приморських провінціях і районах Цзянсу, Шанхаї, Ляонине, Шаньдуні, Гуандуні, Чжецзимі. На думку експертів та аналітиків світової економіки, різкий злет промислового виробництва Китаю обумовлений, в першу чергу, розумною і обережною державною політикою щодо становлення та розвитку приватного бізнесу. З початку 80-х років, коли в КНР був проголошений курс на реформи в економіці, рік за роком, китайський уряд поступово створює умови і послідовно регулює зростання промислового виробництва.
Результативність проведеної Китаєм політики очевидна: багато галузей китайської промисловості переживають бурхливе зростання, активно залучаються іноземні інвестиції, заохочується створення великих спільних підприємств та зон з пільговим оподаткуванням, будівництво промислових та переробних заводів. При досить бідних енергетичних ресурсах в КНР, потреба в яких часто не задовольняється повністю, економіка Китаю, тим не менш, не послаблює своїх темпів у промисловому розвитку.Судити про це можна за статистичними даними. Так, за докризовий 2006 рік обсяг імпорту в Китай виріс на 23,8% (в основному за рахунок сировинної складової), а китайського експорту - на 27,2%.
Основними статтями експорту, як і раніше, є промислові товари і обладнання. Цікаво також, що основний обсяг китайського експорту забезпечується за рахунок підприємств з участю іноземного капіталу (58,9% від загального обсягу), на другому місці йдуть приватні підприємства (17,5%) і менше всього експортують підприємства державного сектора економіки (13,8 %). Це свідчить про те, що розвиток промисловості Китаю залежить не тільки великих промислових підприємств, але також середніх і малих, які в будь-якій країні вважаються основою економіки. У свою чергу, невеликі виробничі китайські компанії сьогодні пропонують максимальну кількість промислових товарів на ринку і послуг з розміщення замовлень на виробництво різної продукції.Приєднання до СОТ додало додатковий імпульс зростанню виробництва і розвитку промисловості в цілому.
Наприклад, за підсумками 2004 року розміщення виробничих замовлень іноземними компаніями на китайських підприємствах зросла на 73%. Це свідчить про постійний і ростучий інтерес компаній всього світу до китайського виробничому ринку. Китайські виробники, успішно освоївши сферу легкої та харчової промисловості, почали досить активно проявляти себе в області виробництва обладнання, машин. Китайські легкові автомобілі, вантажівки і автобуси поступово стають все більш помітними на ринках країн, що розвиваються. Аналоги західного устаткування, виробленого в Китаї, також поступово займають свою ринкову нішу.
Одним із основних завдань, що стоїть перед китайськими виробниками, є впровадження на власному промисловому виробництві нових технологій, підвищення продуктивності праці та ефективності працівників. Особливо це стосується китайських підприємств державного сектора економіки, в якому традиційно спостерігається надлишкова кількість персоналу і вкрай низька ефективність роботи.
Приватний сектор в цьому відношенні представляється більш прогресивним, однак нерідко власники приватних промислових підприємств наймають на роботу низько кваліфікований персонал для зниження собівартості продукції, що часто призводить до негативних наслідків. Розмір заробітної плати китайських робітників відрізняється в залежності від регіону і варіюється в межах 150-300 дол. США в місяць.
Підприємства з іноземним капіталом мають деякі переваги в порівнянні з китайськими державними промисловими заводами та підприємствами приватного сектора. Їм доступні новітні технології, вони використовують більш ефективні системи управління персоналом, що, безумовно, відбивається на якості продукції і дотримання термінів виробництва.
В даний час у важкій промисловості зайнято близько 60% усіх трудових ресурсів, зайнятих у промисловості, і виробляється 50% валової промислової продукції.У паливному балансі на вугілля припадає 75%, на нафту 20%, частка гідроресурсів і газу невелика. Для опалювання жител, приготування їжі тощо селянам всіх регіонів країни досі доводиться використовувати гній, очерет, солому.
Видобуток вугілля в Китаї становить близько 1 млрд т./рік (потенційні запаси 3200 млрд т., розвідані 850 млрд т.). Родовища вугілля виявлені у всіх провінціях, але виділяється Північний Китай. У країні близько 100 великих центрів вуглевидобутку і близько 11 тис. дрібних вугільних шахт. Переважає шахтний спосіб видобутку (90%). Переважає пряме спалювання вугілля.
Нафтова промисловість - порівняно молода галузь. Загальні запаси нафти складають 64 млрд тонн. За видобутком нафти КНР займає 5 місце в світі (приблизно 150 млн т/рік). Основний район нафтовидобутку - Північно-Східний Китай (Дацінське родовище-50 млн.т/рік). Зростає значення родовищ приморських районів і шельфової зони.
У КНР сформувалася порівняно потужна нафтопереробка (більше 100 млн т. нафти на рік), у країні працює більше 32 підприємств із видобутку нафти, а найбільш великі заводи Китаю з переробки нафти розташовані в провінціях Хейлуньцзян, Шаньдун, Даган, Юймень, Юдейська, а також у слаборозвинених районах, нерідко віддалених від центрів нафтоспоживання. Велика ж частина з 580 нафтопереробних заводів зосереджена в північно-східному Китаї.
Нафта забезпечує близько 16% валютних надходжень від експорту. Але в порівнянні з розвиненими країнами в Китаї надмірно значна частка сирої нафти неефективно використовується як паливо в енергетиці.Видобуток природного газу близько 15 млрд м³/рік, головний район видобутку - провінція Сичуань. У КНР широко використовується біогаз (біометан) в основному в сільській місцевості в побуті.
За виробництвом електроенергії КНР вийшла на 4 місце у світі (630 млрд.кВт*год). 75% енергії дають ТЕС (в основному на вугіллі). Найпотужніші з них концентруються у вугільних басейнах Північно-Східного Китаю. Гідропотенціал країни використовується недостатньо. Найбільша ГЕС - Гечжоуба - знаходиться в середній течії річки Янцзи. Ведеться будівництво АЕС, працює 10 ПЕС.
Експорт електроенергії у 2008 році склав 16,64 млн кВт-годин. Чорна металургія базується на власних запасах залізної руди, більшості легуючих металів і коксівного вугілля. КНР за запасами і видобутком залізних руд займає відповідно 3 та 2 місця у світі. Але руди бідні і містять до 30% заліза.
Найбільший басейн - Аньшаньський. З легуючих металів є великі запаси вольфраму (25% світового виробництва) і марганцю. У країні виробляється 66 млн т. сталі і 52 млн т. прокату, однак відчувається дефіцит високосортної сталі і прокату. Виплавка чавуну традиційно переважає над виплавкою сталі. Надлишок чавуну частково використовується для виробництва сільськогосподарських знарядь, побутових виробів, лиття, а частково експортується. Разом з тим брак багатьох видів прокату і спеціальних сталей Китаю доводиться заповнювати за рахунок імпорту.
Всього в Китаї налічується більше 1000 металургійних підприємств ("наслідок великого стрибка"), але всього 14 з них мають потужність понад 1 млн т. Великі підприємства (за винятком Баошанського) розташовані в районах видобутку руди і кам'яного вугілля. У КНР є великі запаси сировини для розвитку кольорової металургії, зокрема алюмінію, міді, олов'яних руд, ртуті, сурми, золота, рідкісноземельних елементів. Основні центри кольорової металургії прив'язані до розвинених областей країни (тому що вимагають енергії, складної техніки і технологічного забезпечення).
Машинобудування КНР забезпечує потреби країни приблизно на 75%. На експорт йдуть відеокасети, побутова техніка, обладнання для легкої, харчової промисловості, сільськогосподарські машини, турбіни для малих ГЕС. Але в структурі галузі переважають дрібні підприємства. Важке машинобудування орієнтоване на виробництво устаткування для металургійної, гірничодобувної, паливної, нафтової, хімічної промисловості.
Верстатобудування одне з найбільш розвинених у світі (щорічно близько 1 млн верстатів, в тому числі з вбудованими ЧПУ). Швидко зростає випуск автомобілів (основні центри - Чанчунь і Шиянь), проте випускається в основному вантажні машини. Потреби внутрішнього ринку Китаю в автомобілях в даний час майже цілком забезпечуються власним виробництвом, імпорт становить 9-10% від обсягу продажів, хоча ще в 1993-1994 рр.. ринок був поділений порівну між імпортом і внутрішнім виробництвом. Виробництво легкових автомобілів в Китаї на 90% забезпечується спільними підприємствами з іноземними виробниками, такими як Volkswagen, Toyota, Peugeot, Citroen, Honda, Renault, Nissan, BMW.
В Китаї випускається більше 30 млн велосипедів на рік. Електротехнічна промисловість представлена виробництвом обладнання для електростанцій, електроапаратури в більшості приморських центрів країни. За обсягами випуску електроніки Китай вийшов на перше місце в світі (до 30 млн телевізорів, магнітофони, годинники, ЕОМ, засоби зв'язку). Новітні галузі тяжіють до приморських районів. Добре розвинуте виробництво обладнання для швейної та текстильної галузей.
Сільськогосподарське машинобудування орієнтоване на задоволення селянських господарств. Китай скорочує випуск великих тракторів і збільшує випуск мінітракторів. В основному їх випускають дрібні підприємства сільськогосподарських районів. У цілому машинобудування розвинене у приморській зоні (понад 60%), в основному у великих містах. Найбільшими центрами машинобудування є Шанхай, Харбін, Пекін, Шеньян, Тяньцзінь, Далянь.
В області біотехнології дослідження і розробки спрямовані на різке збільшення продовольчих ресурсів, освоєння нових і поновлення старих енергетичних джерел, попередження і лікування важких хвороб, розвиток безвідхідних виробництв і скорочення шкідливих викидів у навколишнє середовище.
В області інформаційних технологій акцент робиться на створення технологій, що забезпечують істотне удосконалення і широке використання на початку наступного століття "інтелектуальних" систем ЕОМ. Ведуться дослідження в галузі вдосконалення сучасної техніки вимірів, обчислень і зв'язку, прогнозів погоди; техніки розвідки корисних копалин і обробки даних розвідки, контролю якості і ступеня забруднення лісових, сільськогосподарських і промислових продуктів.
У хімічній промисловості особливо виділяється виробництво мінеральних добрив (3 місце в світі). Нова галузь - промисловість полімерних матеріалів, центри яких збігаються з центрами нафтохімії. Китай одна з небагатьох країн, де виробляється синтетичний і натуральний каучук. Широко виробляються барвники, ліки. Провідну роль у виробництві хімічної продукції зберігає Східний Китай.
Деревообробна галузь розвинена на північному сході Китаю.До 25% експорту дає розвиток легка промисловість. Найважливіша з підгалузей - текстильна (Примор'я - Шанхай, долина Хуанхе, Пекін). Виробництво шовку (нижня течія Янцзи, Шанхай, провінція Сичуань). Текстильна промисловість представлена 23,3 тисячами підприємств. Вовняна промисловість історично розвивалася в Шанхаї, зараз наближається до скотарських районів.
Харчова промисловість КНР включає більше 40 виробництв, серед яких ведуча - переробка зернових та олійних культур. Поступово розширюється виробництво м'ясопродуктів, цукрова, консервна промисловість. Помітне місце займає тютюнова промисловість. У цілому харчова промисловість має більш 65,5 тисяч підприємств. Найбільше розвинена дана галузь на південному заході країни. Підприємства цукрової і масломолочної промисловості знаходяться в основному на північному сході КНР.